# 온인주
온인주(1985년 ~ )는 2010년 미스코리아 인천 진(眞)이다.

## 프로필
- 출생 : 1985년
- 신체 : 168.4cm, 47.6kg, 35-24-36
- 학력 : 한국외국어대학교 국제관계학과
- 수상 : 2010년 미스코리아 인천 진(眞)
- 취미 : 댄스스포츠, 현대무용, 한국무용, 피아노
- 특기 : 중국어, 서양화

## 출연 프로그램
- 2011년 1월 2일 SBS 스페셜 《나는 한국인이다 - 짝》 1부 〈짝의 탄생, 나도 짝을 찾고 싶다〉여자 4호

## 같이 보기
- 미스코리아
- 미스코리아 인천